# Microplitis impressus
Microplitis impressus är en stekelart som först beskrevs av Wesmael 1837.  Microplitis impressus ingår i släktet Microplitis och familjen bracksteklar. Inga underarter finns listade i Catalogue of Life.